# 세계풍력에너지협회
세계풍력에너지협회(World Wind Energy Association)는 전 세계 풍력 발전 부문을 대표하는 국제 비영리 협회로, 100개국에 회원을 두고 있으며 그 중에는 일부 국가 및 지역 풍력 에너지 협회도 존재한다. 협회는 풍력 에너지 기술의 홍보와 전 세계적 배포를 위해서 활동하고 있다.